# 永吉 (市原市)
永吉（ながよし）は、千葉県市原市の市津地区にある大字。郵便番号は290-0168。

## 概要
市原市北部の市津地区にある。北西部の一部分の水田地帯及び集落を除いて全体的に山がちな地形となっている。

## 地理
北は番場、東は中野・東国吉及び奈良、南は山之郷飛地、西は犬成の飛び地・古都辺及び下野と接している。

## 世帯数と人口
2022年4月1日現在の世帯数と人口は以下の通りである。
| 町丁字 | 世帯数  | 人口  |
| ------ | ------- | ----- |
| 永吉   | 118世帯 | 241人 |

## 通学区域
市立小学校・市立中学校及び県立高等学校の通学区域は以下の通りである
| 町丁字 | 番地 | 小学校                 | 中学校             | 高等学校 |
| ------ | ---- | ---------------------- | ------------------ | -------- |
| 高田   | 全域 | 市原市立市東第一小学校 | 市原市立市東中学校 | 第9学区  |

## 交通

### 鉄道
- なし

### バス
- 小湊鉄道